# Superkwas
Superkwas – kwas (lub mieszanina kwasów) o wyjątkowo dużej mocy. Najczęściej przyjmuje się, że superkwas to układ kwasowy, który posiada w danych warunkach większą kwasowość niż 100% kwasu siarkowego lub w przypadku kwasów Lewisa – od pentafluorku antymonu (SbF
5). Termin dotyczy zazwyczaj układów niewodnych, a do porównywania mocy superkwasów stosuje się funkcję kwasowości Hammetta H0.
Termin „superkwas” został zaproponowany przez Jamesa Bryanta Conanta w 1927 r. Z superkwasami związana jest jedna z Nagród Nobla z chemii, przyznana George’owi A. Olahowi w 1994 r. Stosował on kwas magiczny (mieszaninę pentafluorku antymonu (SbF
5) i kwasu fluorosiarkowego) do generowania trwałych karbokationów, czym dowiódł ich istnienia.
Jednym z najmocniejszych znanych współcześnie kwasów jest kwas fluoroantymonowy, który jest mieszaniną kwasu fluorowodorowego (HF) i pentafluorku antymonu. W układzie tym kwas fluorowodorowy dysocjuje z wydzieleniem jonów H+
 i F−
. Jon fluorkowy szybko koordynuje do pentafluorku antymonu tworząc bardzo trwały anion (SbF−
6), który jest bardzo słabym nukleofilem i zasadą. Na skutek tego w mieszaninie pojawia się bardzo wysokie stężenie kationu H
2F+
, znacznie silniejszego donora protonów niż wyjściowy HF. W zależności od proporcji składników, kwas fluoroantymonowy może być miliardy razy mocniejszy od 100% kwasu siarkowego (według skali Hammetta).

## Przykłady superkwasów
- fluorowodór + pentafluorek antymonu - kwas fluoroantymonowy
- mieszaniny fluorowodoru z innymi kwasami Lewisa np. BF
3 (czysty HF jest nieco słabszy niż 100% H
2SO
4)
- kwas fluorosiarkowy
- kwas fluorosiarkowy + pentafluorek antymonu – kwas magiczny
- kwas trifluorometanosulfonowy
- kwas karboranowy
- kwas nadchlorowy
- kwas pirosiarkowy – oleum
- bromek glinu – w formie stopionej (kwas Lewisa)